# Zephyranthes candida
Zephyranthes candida, conocida como azucenita de río es nativa del Río de la Plata en Sudamérica apareciendo en Argentina y Uruguay pero también en  Paraguay y Chile.

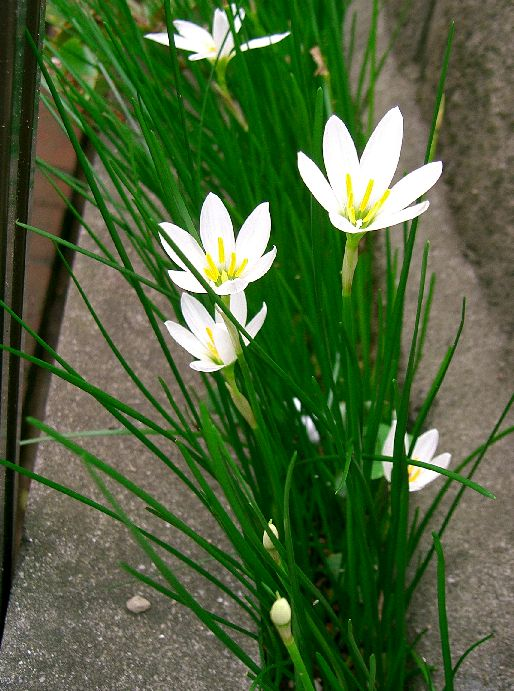
Vista de la planta

## Descripción
Esta vigorosa especie alcanza una altura de 15 cm. Las flores blancas, acopadas y estrelladas, de 5 cm de ancho, brotan aisladamente sobre los delgados escapos en verano y a principios de otoño. Se afirma que florece principalmente en tiempo nuboso. El follaje graminoso es perenne.

## Taxonomía
Zephyranthes candida fue descrita por (Lindl.) Herb. y publicado en Botanical Magazine 53: pl. 2607. 1826.
Etimología
Zephyranthes: nombre genérico que proviene de (Zephyrus, Dios del viento del oeste en la mitología griega y Anthos, flor) puede traducirse como "flor del viento del oeste", siendo el "viento del oeste" el que trae la lluvia que desencadena la floración de estas especies.
candida: epíteto latino que significa "muy blanca".
Sinonimia
- Amaryllis candida Lindl. (1823).
- Plectronema candida (Lindl.) Raf. (1838).
- Argyropsis candida (Lindl.) M.Roem. (1847).
- Atamosco candida (Lindl.) Sasaki (1928).
- Amaryllis nivea Schult. & Schult.f. in J.J.Roemer & J.A.Schultes (1830).
- Zephyranthes nivea (Schult. & Schult.f.) D.Dietr. (1840).[4]